# Зверево 2
 Зверево 2  — опустевшая деревня в Санчурском муниципальном округе Кировской области.

## География
Расположена на расстоянии примерно 23 км по прямой на северо-запад от райцентра поселка Санчурск.

## История
Известна была с 1873 года как починок Зверев (Зимнячка), где было отмечено дворов 19 и жителей 235, в 1905 (Зверев 2-й) 42 и 246, в 1926 (деревня Зверево 2-е) 55 и 304, в 1950 (2-е Зверево) 65 и 197, в 1989 38 жителей. Современное название утвердилось с 1989 года. С 2006 по 2019 год входила в состав Корляковского сельского поселения.

## Население
Постоянное население составляло 18 человек (русские 100%) в 2002 году, 0 в 2010.